# Léontine Tsiba
Léontine Tsiba, född 20 november 1973, är en friidrottare från Kongo-Brazzaville. Hon deltog vid olympiska sommarspelen 1996 och olympiska sommarspelen 2000.